# Западно-периферийный науатль
Западно-периферийный науатль (Western Peripheral Nahuatl) — группа языков науатль, которые распространены на западе Мексики. Они включают в себя:
- мичоаканский (помарский) науатль на западном побережье.
- коатепекский и темаскальтепекский науатль на западе штата Мехико и на северо-западе штата Герреро.
- Колима-дурангский науатль: дурангский и вымершие диалекты муниципалитета Колима.